# André Münch
André Münch (* 15. August 1977 in Castrop-Rauxel) ist ein deutscher Koch.

## Werdegang
Nach der Ausbildung im Restaurant Goldschmieding der Familie Stromberg in Castrop-Rauxel wechselte Münch zum Restaurant First Floor im Hotel Palace in Berlin und zum Gutshaus Stolpe bei Anklam. Dann ging er zu Jean-Claude Bourgueils Restaurants Im Schiffchen und Aalschocker in Düsseldorf (zwei Michelinsterne).
Danach wurde er Küchenchef Restaurant L'escalier in Köln.
2007 ging er als Küchenchef zurück zum Gutshaus Stolpe, das ab 2008 mit einem Michelin-Stern ausgezeichnet wurde. 
2014 wechselte er zum Restaurant Le Croy in Greifswald, 2015 zum Saphir in Wolfsburg.
Seit August 2017 ist er Küchenchef im Der Butt in Rostock-Warnemünde, das ebenfalls mit einem Michelin-Stern ausgezeichnet wurde.

## Auszeichnungen
- 2008: Ein Michelinstern für das Gutshaus Stolpe bei Anklam
- 2017: Ein Michelinstern für das Restaurant Saphir in Wolfsburg
- 2018: Ein Michelinstern für Der Butt in Rostock-Warnemünde